# Berggulsångare
Berggulsångare (Iduna similis) är en afrikansk fågel i familjen rörsångare inom ordningen tättingar.

## Utseende och läten
Berggulsångaren är en medelstor (13 cm) sångare med lång stjärt och rätt lång och bred näbb. Ovansidan är olivgrön och undersidan gul. Den liknar afrikansk gulsångare, men skiljer sig genom olivgrönt på hjässan, ej svart. Sången är en sprudlande blandning av stigande och fallande visslingar samt mörkare skallrande ljud.

## Utbredning och systematik
Fågeln förekommer i södra Sydsudan, bergstrakter i östra Demokratiska republiken Kongo, nordöstra Uganda, Kenya, rwanda, Burundi, Tanzania och norra Malawi. Den behandlas som monotypisk, det vill säga att den inte delas in i några underarter.

### Släktestillhörighet
Denna art placerades tidigare i släktet Chloropeta tillsammans med afrikansk gulsångare och papyrusgulsångare. DNA-studier visar dock att den (liksom afrikansk gulsångare) är nära släkt med en grupp palearktiska sångare i släktet Hippolais, som stäppsångare och eksångare. Denna grupp har idag lyfts ut till ett eget släkte, Iduna, medan papyrusgulsångaren utgör en egen utvecklingslinje och placeras i Calamonastides.

### Familjetillhörighet
Rörsångarna behandlades tidigare som en del av den stora familjen sångare (Sylviidae). Genetiska studier har dock visat att sångarna inte är varandras närmaste släktingar. Istället är de en del av en klad som även omfattar timalior, lärkor, bulbyler, stjärtmesar och svalor. Idag delas därför Sylviidae upp i ett flertal familjer, däribland Acrocephalidae.

## Levnadssätt
Berggulsångaren hittas i bergstrakter i bambu, fuktiga buskage och skogsbryn. Den rör sig aktivt och energiskt i undervegetationen.

## Status och hot
Arten har ett stort utbredningsområde och en stor population med stabil utveckling och tros inte vara utsatt för något substantiellt hot. Utifrån dessa kriterier kategoriserar internationella naturvårdsunionen IUCN arten som livskraftig (LC). Världspopulationen har inte uppskattats men den beskrivs som lokalt vanlig.